# Raoul Dufy
Raoul Ernest Joseph Dufy, né le 3 juin 1877 au Havre et mort le 23 mars 1953 à Forcalquier, est un peintre, dessinateur, graveur, illustrateur de livres, céramiste, créateur de tissus, de tapisseries et de mobilier, décorateur d'intérieur, d'espaces publics et de théâtre français.

## Biographie
Raoul Dufy est second des onze enfants (Jean - peintre également - est le septième) de Léon Marius Dufy, comptable dans une entreprise de métallurgie, musicien amateur talentueux, et de son épouse née Marie Eugénie Ida Lemonnier, native d'Honfleur.
À partir de 1893, il suit les cours du soir de Charles Lhullier à l'École municipale des beaux-arts du Havre. Il rencontre Raimond Lecourt, René de Saint-Delis et Othon Friesz avec lequel il partage ensuite un atelier à Montmartre et qui restera un de ses plus fidèles amis. Il peint des paysages normands à l'aquarelle.
En 1900, grâce à une bourse, il entre à l'École nationale supérieure des beaux-arts de Paris, à l’atelier Léon Bonnat où il retrouve Othon Friesz. Il dessine beaucoup. Sa première exposition au Salon des artistes français a lieu en 1901, il expose ensuite, en 1903, au Salon des indépendants. Le peintre Maurice Denis lui achète une toile. Il peint beaucoup les environs du Havre, et notamment la plage de Sainte-Adresse rendue célèbre par Eugène Boudin et Claude Monet. En 1904, avec son ami Albert Marquet, il travaille, toujours sur le motif, à Fécamp.
En 1903-1904 et 1906-1907, Dufy séjourne à Martigues en Provence et peint une série de paysages représentant la ville et ses canaux.
Influencé par le fauvisme et en particulier par les tableaux que Matisse expose au Salon d’automne de 1905, il travaille avec Othon Friesz, Raimond Lecourt et Albert Marquet sur des tableaux de rues pavoisées de drapeaux, de fêtes de village, de plages.
En 1908, prenant conscience de l'importance capitale de Paul Cézanne au cours de la grande rétrospective de 1907, il abandonne le fauvisme. Il exécute des études d'arbres, de chevaux, de modèles en atelier, des natures mortes. Cette même année, il se rend à L'Estaque, près de Marseille avec Georges Braque. Ils peignent, souvent côte à côte, les mêmes motifs que Cézanne, Dufy signant notamment Arbres à L'Estaque.
Il séjourne dans la villa Médicis libre, qui accueille des jeunes peintres dépourvus de ressources, à Orgeville avec André Lhote et Jean Marchand. En leur compagnie, il s’oriente vers des constructions influencées par les débuts du cubisme de Georges Braque et de Pablo Picasso.
Il réalise en 1910 les bois gravés pour le Bestiaire d’Apollinaire, il en fera d’autres pour les Poèmes légendaires de France et de Brabant d’Émile Verhaeren. Ce travail lui donne l’idée de créer des impressions de tissu.

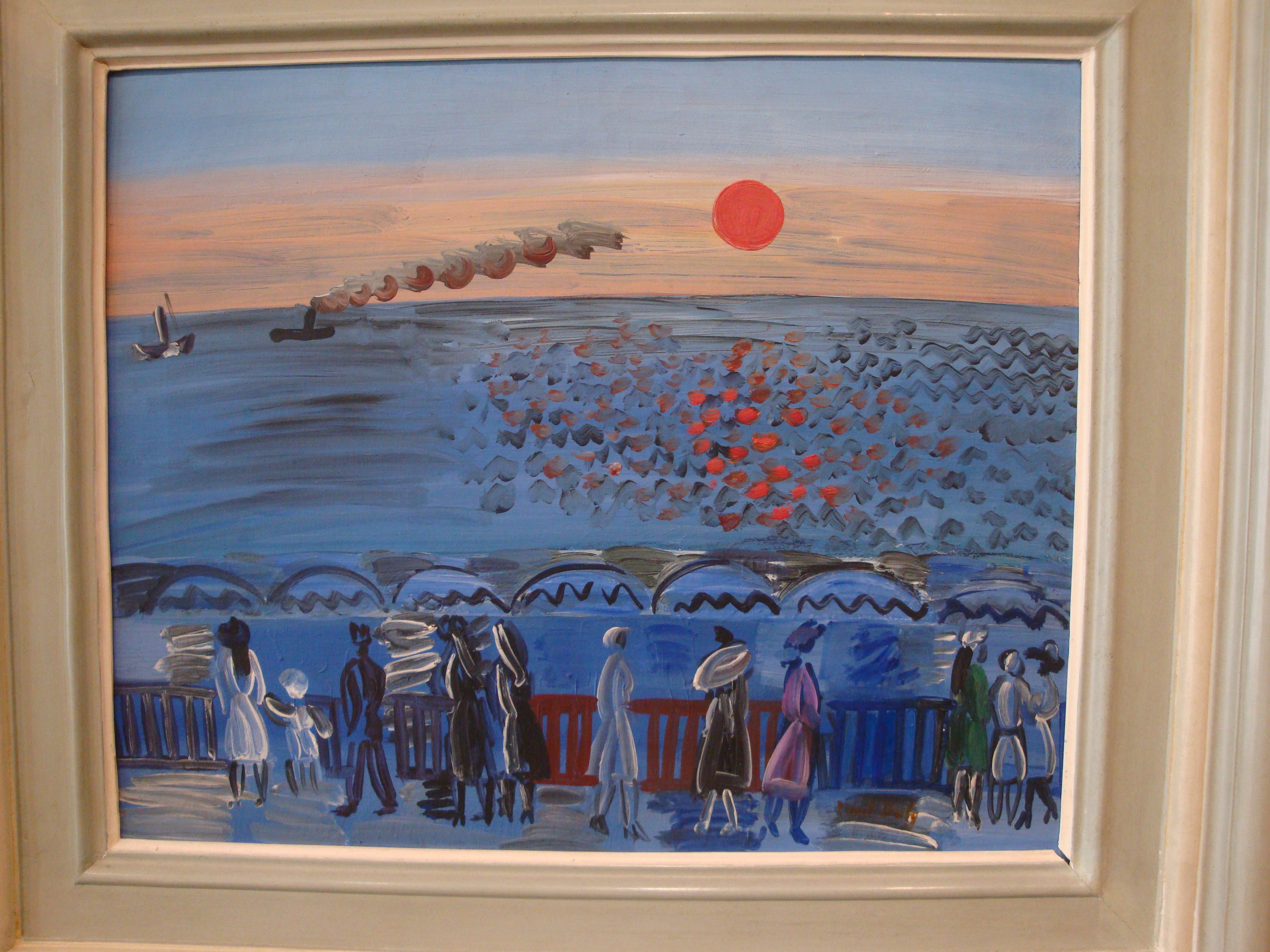
Vue de la terrasse de Sainte-Adresse, soleil couchant

En 1911, il épouse une Niçoise, Eugénie-Émilienne Brisson (1880-1962). Appelé par le grand couturier Paul Poiret qui a été impressionné par les gravures du Bestiaire de Guillaume Apollinaire, il se lance dans la création de motifs pour les tissus de mode et de décoration, l'impression de certains tissus est alors réalisée à l'aide de tampons de bois gravés. Avec Paul Poiret, il monte une petite entreprise de décoration et d'impression de tissus, « La Petite Usine ». Il y imprime ses premières tentures et étoffes qui feront la renommée de Paul Poiret. Un an plus tard, il est engagé par la maison de soieries lyonnaise Bianchini-Férier pour laquelle il créera d'innombrables motifs d'après ses thèmes favoris (naïades, animaux, oiseaux, fleurs, papillons…), qui seront « mis en carte » pour le tissage sur les métiers Jacquard. Cette collaboration se prolongera jusqu'en 1930.
Toujours influencé par Cézanne, son dessin devient cependant plus souple au cours de son séjour de 1913 à Hyères. En 1915, il s’engage dans le service automobile de l’armée.
En 1917, à la suite de l'acception par l'État du don de la collection Leblanc et de la création de la Bibliothèque-Musée de la Guerre (devenue la BDIC et aujourd'hui La Contemporaine à Nanterre), il devient conservateur adjoint au musée auprès du donateur qui désirait conserver une attache officielle à son œuvre. Il entreprend d'enrichir les collections du musée de la Grande Guerre (aujourd'hui Musée d'histoire contemporaine) par des achats d’œuvres de qualité témoignant de l'activité des artistes mobilisés ou en mission lors du conflit. Il démissionne cependant en 1918 pour des raisons de santé.
Au cours de son premier séjour à Vence en 1919, les couleurs de ses tableaux deviennent plus vives et son dessin plus baroque ; sa peinture évolue vers un chromatisme éclatant de lumière et un dessin plus libre.
Il exécute des lithographies pour les Madrigaux de Mallarmé en 1920, il en réalisera d'autres pour Le Poète assassiné de Guillaume Apollinaire). Cette même année le Bœuf sur le Toit de Jean Cocteau est représenté avec des décors et des costumes de Dufy.
Sous l'impulsion de Paul Poiret, et désireux de se rendre compte de l’effet de ses tissus sur les femmes, il commence à fréquenter les champs de courses en 1922 ; il y prend esthétiquement goût au spectacle des foules, des chevaux, et des mouvements. Il fait de plus en plus d’aquarelles, et travaille la céramique, à partir de 1923, avec le céramiste catalan Artigas. D'emblée, les deux hommes se comprennent et le céramiste apprécie la fantaisie décorative et le talent du peintre. Sur les quelque deux cents pièces que comprend l'œuvre céramique de Dufy, la plupart sont le fruit du travail de collaboration entre les deux artistes. Le Vase aux baigneuses et aux cygnes est visible au MuMa - Musée d'Art moderne André Malraux au Havre.
Dufy voyage beaucoup, découvre l’Italie (Venise, Florence, Rome, Naples, la Sicile) puis le Maroc et l’Espagne. Il admire les tableaux de Titien au musée du Prado. Il voyage également en Belgique et en Angleterre. Il séjourne à Nice, de 1925 à 1929, avec son épouse niçoise. Il se rend à Saint-Tropez où il peint  l'Hôtel Sube (1926) et des dessins à l"encre : Le port de Saint-Tropez et la Statue du Bailli de Suffren.
En 1926, en regardant une petite fille qui court sur le quai de Honfleur, il comprend que l’esprit enregistre plus vite la couleur que le contour. Il va alors dissocier les couleurs et le dessin. Il ajoute son dessin à de larges bandes de couleurs (généralement trois) horizontales ou verticales, ou bien à de larges taches colorées.
Il exécute des cartons pour des tissus d’ameublement réalisés en tapisserie par la Manufacture de Beauvais sur le thème de Paris. Son tableau Le Paddock entre au musée du Luxembourg en 1932.
En 1936-1937, aidé par son frère Jean Dufy, il réalise pour le pavillon de l'Électricité de l’Exposition universelle de 1937, ce qui était alors la plus grande peinture existante au monde : La Fée Électricité, (624 m2), aujourd'hui visible au musée d'Art moderne de Paris. Un autre grand format exécuté pour la même occasion est le triptyque Le Cours de la Seine, à présent au musée des Beaux-Arts de Rouen.
Raoul Dufy commence à ressentir, en 1937, les premières atteintes d’une maladie douloureuse et invalidante : la polyarthrite rhumatoïde. Il est nommé membre du jury du prix Carnegie à Pittsburgh.
Les aquarelles des châteaux de la Loire et de Venise (nombreuses vues de la ville et de la lagune) voient le jour en 1938. Il travaille également à de très grands panneaux pour le palais de Chaillot : La Seine de Paris à la Mer. Othon Friesz réalise ceux de La Seine de la source à Paris.

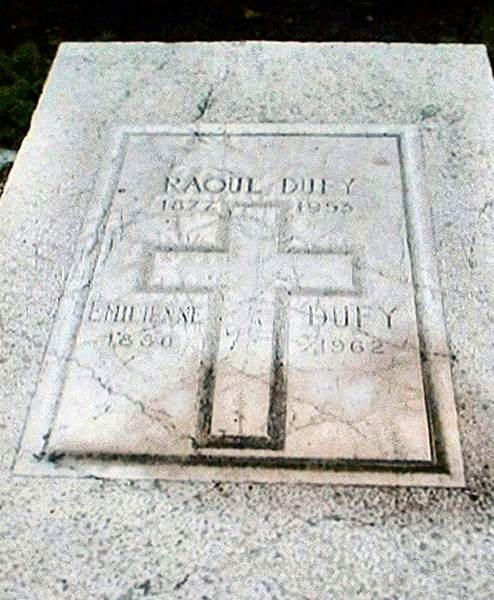
La tombe de Raoul Dufy au monastère de Cimiez à Nice.

Réfugié dans le sud de la France au début des années 1940, il peint les cartons pour les grandes tapisseries Collioure et Le Bel Été. Dufy excelle aussi dans la composition de décors et costumes de théâtre pour la Comédie-Française. Dans ses tableaux, il abandonne progressivement les larges bandes de couleurs pour une teinte d’ensemble dominante.
Jean Cocteau publie en 1948 un livre sur Raoul Dufy, dans la collection « Les maîtres du dessin » aux Éditions Flammarion.
Dufy illustre Les Nourritures terrestres d’André Gide en 1949, puis L’Herbier de Colette en 1950. Il peint des suites de tableaux sur des thèmes dont les plus célèbres sont les Ateliers, les Orchestres, les Dépiquages, les Régates. Il utilise un medium mis au point par son ami Jacques Maroger pour exalter l’intensité des couleurs.
Il est élevé au grade de commandeur dans l’ordre national de la Légion d'honneur.
Au musée d'Art et d'Histoire de Genève, 261 œuvres, ainsi que des céramiques, tapisseries, livres sont rassemblées en 1952. Par ailleurs 41 œuvres sont envoyées par la France à la Biennale de Venise. Il remporte le prix de peinture, et en offre le montant à un peintre italien et à Charles Lapicque pour qu’ils puissent séjourner l’un en France et l’autre à Venise.
Dufy s’installe à Forcalquier dans les Alpes-de-Haute-Provence. C’est là qu’il meurt, le 23 mars 1953, d'une crise cardiaque. Ses derniers mots ont été pour demander à son secrétaire d’ouvrir les volets de sa chambre pour voir la montagne. Après une inhumation provisoire, la ville de Nice offre un emplacement au cimetière de Cimiez en 1956.

## L’art de Raoul Dufy

### L’impressionnisme
Raoul Dufy subit d’abord l’influence d’Eugène Boudin et de l’impressionnisme, mais il n’en retient pas la touche en virgule : la sienne devient par contre de plus en plus large et vigoureuse, comme on peut le voir dans La Plage de Sainte-Adresse (1904) et Après le déjeuner (1905-1906). Il faut souligner une maîtrise précoce de l’aquarelle, et déjà des indices de son style propre futur dans une œuvre comme le 14 juillet 1898 au Havre où les teintes sont complétées à l’encre de Chine.

### Le fauvisme
Raoul Dufy découvre Henri Matisse et Paul Signac. Dans La Place du village (1906), les roses et les verts sont pris dans des traits assez épais soulignant les architectures. Les ombres sont franches. Un petit drapeau français dans un ciel encore impressionniste annonce les couleurs vives des rues pavoisées du Havre, qu’il peindra en compagnie de Marquet.
Dans Le Port du Havre (1906), les fumées des bateaux sont parcourues de frémissements et d’ondulations qui s’accentueront par la suite dans le style propre de Dufy. Les taches blanches des hangars et des bateaux viennent, avec quelques drapeaux français, éclairer un ensemble encore un peu trop terne pour être véritablement fauve.
Par contre, le Nu rose au fauteuil vert (Claudine de dos) (1906) est de facture très nettement fauviste. La palette est proche de celle du Matisse des Intérieurs de Collioure ou de La Raie verte de 1905. Il faut remarquer les plans secondaires traités par touches larges et parallèles, qui font penser à Cézanne, bien que Dufy n’ait pas encore une bonne connaissance de l’œuvre de ce peintre.

« Dans le Nu rose au fauteuil vert ou Claudine de dos de 1906, au musée de l'Annonciade à Saint-Tropez, Dufy, dont c’est probablement le seul nu de cette période, échafaude des plans simplifiés d’ombre et de lumière sur le corps contorsionné du modèle qu’il soumet à son imagination de la forme. À cette large tache de lumière qui couvre son dos, et au jeu ambigu des jambes plaquées d’ocre rouge répond l’arabesque claire du bras. Ce nu est une prouesse ; ce que le dessin perd en sensualité, il le gagne en force expressive colorée. »

Dans les arrière-plans de La Balançoire (1905-1906), la touche en bâtonnets fait penser à certains Vincent van Gogh de Provence.[Interprétation personnelle ?]

### Le cubisme
En 1907, Dufy peut admirer les tableaux de Paul Cezanne lors de la rétrospective au Salon d'automne. Afin de comprendre Cezanne sur les motifs mêmes qu’il a peints, il part pour L'Estaque avec Georges Braque, autre Havrais d’adoption, qui a fréquenté la même école municipale des beaux-arts qu'Othon Friesz et Dufy.
Dans L’Estaque (1908), les formes, tout juste suggérées par des lignes bleues dans les lointains, rappellent la Montagne Sainte-Victoire du Cezanne de la maturité. Les maisons du Village au bord de la mer (1908) sont réduites à une géométrie simple. Les touches sont « cézanniennes » (obliques et posées à la brosse plate), les tons sont peu contrastés. L’Arbre à l’Estaque (1908) de Dufy aurait pu être signé par le Georges Braque des Maisons à l’Estaque (1908). Équarries comme des morceaux de roche, les maisons de Braque et de Dufy, ne sont guère plus minérales que le ciel, la mer ou les arbres. Comme pour Cezanne, le vrai sujet de leurs tableaux est le volume et la profondeur. Toutefois Dufy s'évadera assez vite vers d’autres recherches, alors que Braque chercha à développer et épuiser les ressources de la géométrisation des motifs.

« Arbres à l’Estaque, qui est au musée Cantini à Marseille, appartient à une série de recherches de volumes décomposés en plans géométriques superposés encadrés par des troncs parallèles, parfois infléchis en ogives qui équilibrent leur agencement. L’harmonie d’ocres et de verts, les fûts et les rameaux gris des arbres, est volontairement sobre. Braque, qui exécute à ses côtés une série semblable, se maintient également dans ce géométrisme simple et cette austérité. C’est la structure interne des choses que tous deux poursuivent, mais Dufy ne se laissera pas enfermer dans le schéma cézannien que va explorer Braque. »

Raoul Dufy ne frôlera pas même la presque abstraction du cubisme synthétique. Il reste attaché à la lisibilité de ses toiles. Ses couleurs gagnent en éclat et en diversité. Il est possible que Dufy ait influencé Picasso qui souvent reprenait à son compte les idées d’autres peintres. La Cage d’oiseaux (1923) du peintre espagnol présente bien des parentés avec La cage d’oiseau (1913-1914), jusqu’au titre de l’œuvre qui ne diffère que par un pluriel. Mais alors que chez Picasso la couleur est solidaire du trait, les aplats de Dufy s’imposent sans relation nécessaire avec un dessin allusif, rudimentaire, de « simples abréviations graphiques », écrit Pierre Cabanne.

### Analyse
L'œuvre de Dufy compte environ 3 000 toiles, 6 000 grandes aquarelles, 6 000 dessins, des bois gravés, des lithographies, des tapisseries, des tissus…
1913 est l’année charnière et La grande baigneuse aux formes massives est un adieu au cubisme. À l’arrière-plan de son corps massif, traité comme une articulation de parties cylindriques, s'étage un paysage réduit aux volumes mais dont les nombreuses maisons constituent une préfiguration des vues de Vence.
Dans Le Jardin abandonné (1913), le style propre de Raoul Dufy est presque mis en place : couleurs vives déterminant des zones relativement arbitraires auxquelles se surajoutent les dessins des divers éléments.
Dufy se rend compte que, pour l’œil, les couleurs n’appartiennent pas indéfectiblement à une chose : ce ne sont pas des qualités qui n’auraient pas d’existence hors une substance. Elles ont leur vie propre, débordent les objets, et cela surtout dans l’expérience de la perception du mouvement. D’où l’usage de ce que Pierre Cabanne appelle « les flaques de couleurs juxtaposées ». La dissociation entre la couleur et le dessin est parfois très poussée, et Dufy installe souvent les objets réduits à un contour sur trois ou quatre larges plages colorées.
L’aquarelle, la gouache, qui prennent de plus en plus d’importance après 1930, lui offrent davantage de possibilités pour poursuivre cette expérience. Les « flaques » du fond sont étendues sur un papier préalablement mouillé et tendu sur une planche à dessin. Quand elles sont sèches, il dessine au pinceau fin les divers objets du motif. Le Bel Été (1940) en est un remarquable exemple. Cette technique demande une très grande assurance, acquise par l’incessante pratique du dessin.

« Les aquarelles de Raoul Dufy sont la vie même, exaltées sous le regard d’un créateur de génie et réalisées avec une économie de moyens. Elles sont fluides mais jamais floues. Elles sont prestes mais non hâtives. Souvent exécutées en vingt minutes, elles sont grosses de nombreux essais préliminaires écartés par le Maître au bénéfice de la dernière d’entre elles […]. Elles sont profuses mais non chargées. Elles sont transparentes et non pas mièvres, à cause de la fermeté de l’attaque […]. »

Ses dessins témoignent de plus que de l’habileté. Et même si, comme le rapporte Fanny Guillon-Laffaille, « il lui arrivait de dessiner des deux mains en même temps », l’art de Dufy ne tient pas dans une simple virtuosité contenant en soi seul son intérêt. C’est l’aboutissement d’un travail incessant couronné par le génie que n’explique jamais la facilité. La main obéit à un regard scrutateur et rapide. À première vue, ses dessins semblent fouillés, voire surchargés, mais un peu d’attention révèle que Dufy est allé droit à l’essentiel. Nous croyons d’abord avoir affaire à une œuvre baroque, et nous voyons vite que la plus grande simplicité, l'économie de moyens peut donner le sentiment de la richesse et presque de l’exhaustivité. Champs de blé, portraits, grilles de parcs, nus, bouquets d’anémones, feuillages : quelques traits rendent présente l'âme des choses.
Dans Le Grand Orchestre (encre de Chine de 1936), contrebasses et violoncelles, grosse caisse et tambours font l’objet d’un dessin précis. Est-ce un hasard ? Dufy vient d’une famille où la musique tenait une très grande importance. Or ces sons graves, ces « voix paternelles » soutiennent de leur force et de leur profondeur la voltige des accords émanant des autres instruments. Ceux-ci sont suggérés, stylisés par des traits rapides. Les tracés successifs sont laissés en place : ce ne sont pas des maladresses corrigées, c’est l’objet qui dépasse son inertie et devient une frémissante existence sous la main de Dufy. Les violons, les cuivres profitent de l’exactitude du rendu des contrebasses : Dufy comprend que sous trop de détails, la vie serait étouffée. Les musiciens sont réduits à l’ovale de leurs têtes : on ne va pas au concert pour regarder une galerie de portraits.[Interprétation personnelle ?]
La joie de vivre et de dévoiler la vie soutient chaque tableau, chaque gouache, chaque dessin. Dufy promène un regard émerveillé sur le monde et nous invite à une fête qui n’a rien de superficiel et de mondain. « Si je pouvais exprimer toute la joie qui est en moi ! » disait-il.[réf. nécessaire] Il y est largement parvenu, et peu d’œuvres sont une telle invitation à cheminer vers un horizon de bonheur.[Interprétation personnelle ?]
Il a deux adresses à Montmartre : au 12, rue Cortot en 1901 et la seconde de 1911 à 1950, au 5, impasse de Guelma, près de la place Pigalle. Dans ce dernier atelier il succéda à Severini, puis y viendront Braque, Valadon, André Utter, Utrillo. Le dictionnaire des peintres à Montmartre lui donne également une autre adresse : no 17 rue Gabrielle.

## Œuvres
- 1904 : Le Yacht pavoisé au Havre, huile sur toile, 69 × 81 cm, MuMa - Musée d'art moderne André Malraux au Havre
- 1905 : Rideau d'arbres à Falaise, huile sur toile, 46,5 x 55,3 cm, Fondation Bemberg à Toulouse
- 1905  Marché à Marseille , huile sur toile, 60 x 73cm  Petit Palais (Genève) Genève, Suisse[13]
- 1906 : Le Port du Havre, huile sur toile, 60,5 x 73 cm, Musée d'Arts de Nantes
- 1906 : Les Affiches à Trouville, huile sur toile, 65 × 81 cm, Musée national d'Art moderne à Paris
- 1906 : La Baie de Sainte-Adresse, huile sur toile, 65 × 81 cm, collection privée
- 1906 : La Rue pavoisée, huile sur toile, 81 × 65 cm, Musée national d'Art moderne à Paris
- 1907 : Jeanne dans les fleurs, huile sur toile, 90,5 × 77,5 cm, MuMa - Musée d'art moderne André Malraux au Havre
- 1908 : Arbres à L'Estaque, huile sur toile, 44,5 × 37 cm, Paris, musée national d'Art moderne
- 1908 : Bateaux à quai dans le port de Marseille, huile sur toile, 73 × 60 cm, Musée national d'Art moderne, Paris[14]
- 1909, Pêcheur au filet, huile sur toile, 219 × 66 cm, Paris, musée national d'Art moderne[14]
- 1911, La Grande Baigneuse
- 1914, Baigneuse
- 1924, Chevaux de cirque, aquarelle et gouache sur papier d'arche, 53 x 72 cm, Fondation Bemberg à Toulouse
- 1925, Baccara
- 1926, L'Estacade et la Plage du Havre, huile sur toile, 35,5 × 77,5 cm, MuMa - Musée d'art moderne André Malraux au Havre
- 1926, Hôtel Sube (Saint-Tropez) - The Phillips Collection à Washington
- 1926, La Jetée et la promenade de Nice, huile sur toile, 38 × 46,5 cm, MAM, Paris, France
- 1926, Les Trois Marins , musée du Petit Palais à Genève
- 1928, Intérieur aux fenêtres ouvertes, huile sur toile, 66 × 82 cm
- 1928, Ceres à la mer, aquarelle, 52 × 65,5 cm
- 1928, Le Bassin à Deauville ou Cargo blanc, huile sur toile, 38,5 × 46 cm.
- 1928, Deauville, Le champ de courses, huile sur toile, musée de L´Annonciade, St. Tropez

- 1929, Alain Gerbault rentrant au bassin à Deauville à bord du Firecrest le 6 août 1929, Musée de Trouville - Villa Montebello
- 1930, Régates aux mouettes, huile sur toile, 73 × 92 cm, MAM, Paris, France
- 1930, Régates à Henley-on-Thames, huile sur toile, 54 × 65 cm
- 1930 : Vase aux baigneuses et cygnes, céramique, hauteur : 29,5 × cm / diamètre : 29,5 × cm, MuMa - Musée d'art moderne André Malraux au Havre
- 1930, La plage et l'estacade du Havre, MuMa - Musée d'art moderne André Malraux au Havre.
- 1930, Intérieur avec jeune Indienne, SMK, Copenhague
- 1930, Jetée de Honfleur, huile sur toile, musée de L´Annonciade, St. Tropez
- 1930,  Vue de Grasse, huile sur toile, 73 × 116 cm, Musée national d'Art moderne, Paris[14]
- 1931, 30 ans ou la vie en rose , huile sur toile, MAM à Montmartre, France
- 1933, Courses à Deauville, aquarelle, 50,5 × 66 cm
- 1934, Régates à Cowes, huile sur toile, 27,7 × 70,6 cm
- 1935, Amphitrite, huile sur toile, 240 × 190 cm, Musée national d'Art moderne, Paris[14]
- 1936, Portrait de Suzy Solidor, encre sur papier, 47 × 36,5 cm, Château Grimaldi.
- 1937, La Fée Électricité
- 1938, Portrait présumé de Mme Bignou, huile sur toile, Musée des Beaux-Arts de Dijon
- 1943, Notre maison à Montsaunès, aquarelle, 50 × 65 cm
- 1945, "Nu dans l'atelier", huile sur toile, Musée des Beaux-Arts et d'Archéologie à Roanne
- 1949, Le Violon rouge, huile sur toile, 22,5 × 27,5 cm, MuMa - Musée d'art moderne André Malraux au Havre
- 1949, Scène de pesage, huile sur toile, 140 × 161 cm, commande du prince Ali Khan.
- 1951, La fanfare, huile sur toile
- Entrée du port du Havre, Cahors, Musée Henri-Martin.
- Baigneuse, Cahors, Musée Henri-Martin.
- Cargo noir à Saint-Adresse, Cahors, Musée Henri-Martin.
- Fête maritime et visite officielle au Havre
- Le Casino Marie-Christine
- Le Yacht pavoisé au Havre
- Le Havre, huile sur toile, 38 × 46 cm, Galerie nationale de Prague

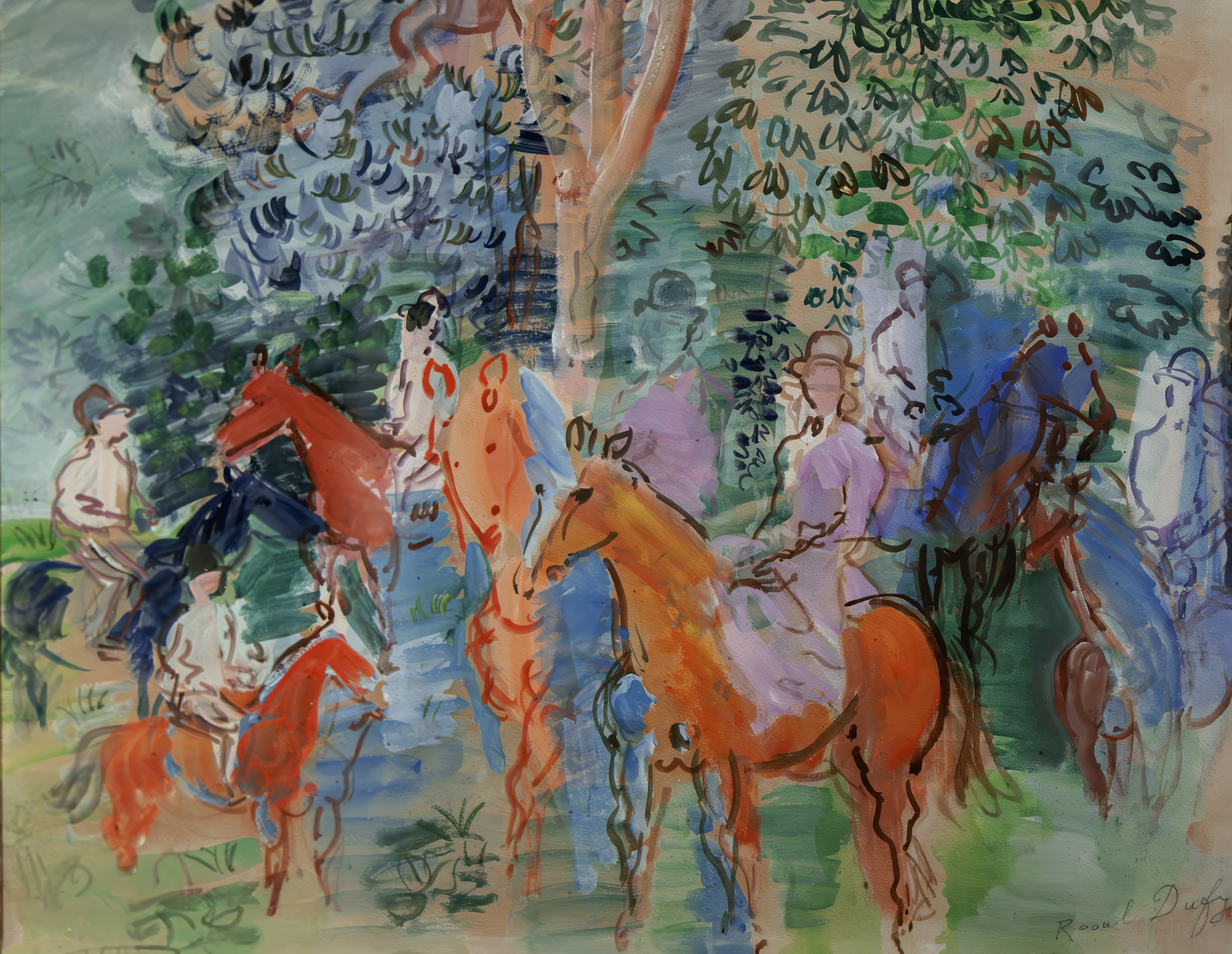
La famille du comte Harry Kessler à cheval, Fondation Bemberg Toulouse
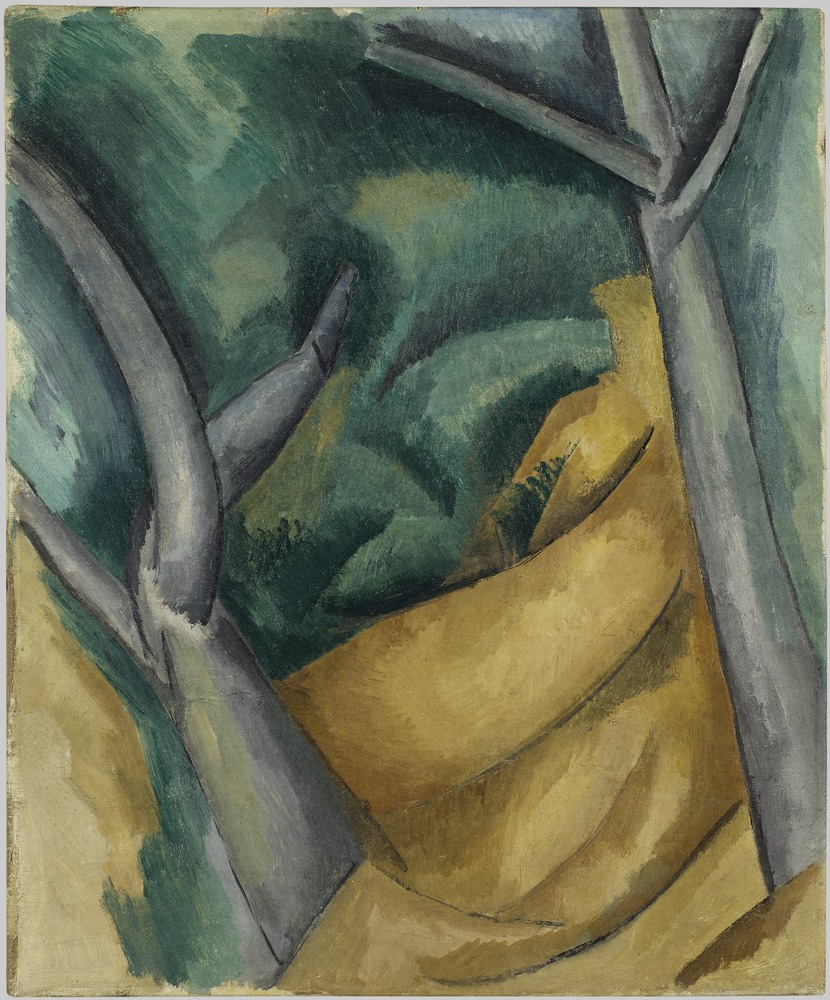
Arbres à L'Estaque, 1908.
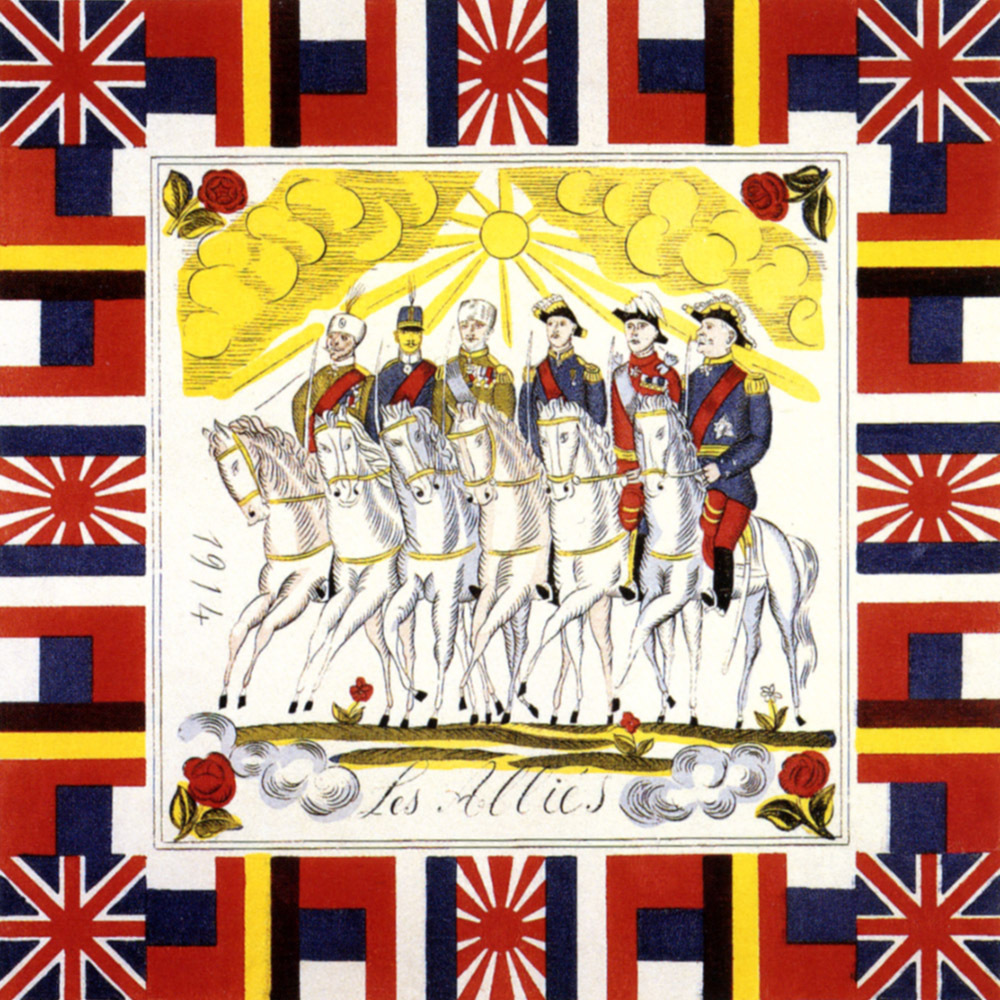
Les Alliés (1914), carré de soie imprimé, Le Havre, musée d'art moderne André-Malraux
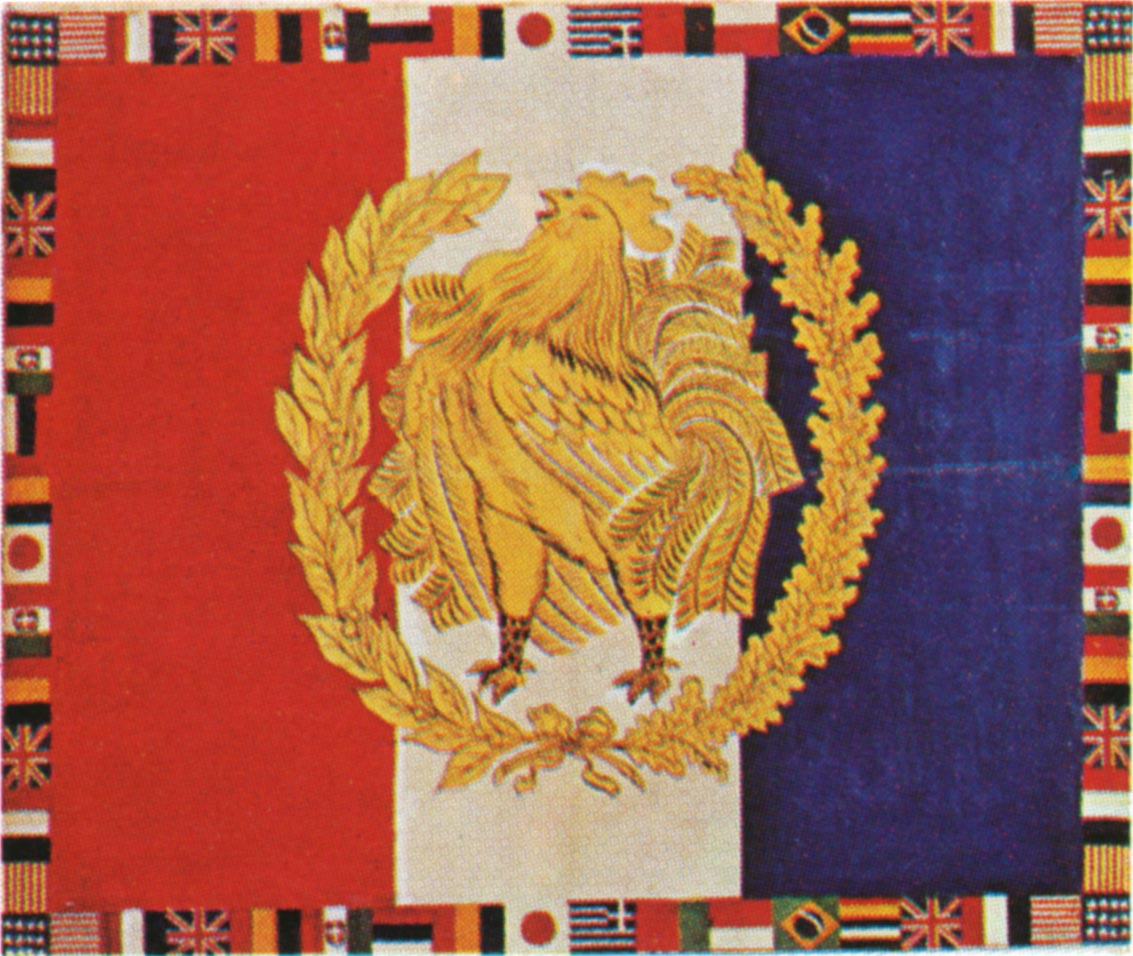
Le Coq de la victoire (1918), carré de soie dessiné pour Charvet.
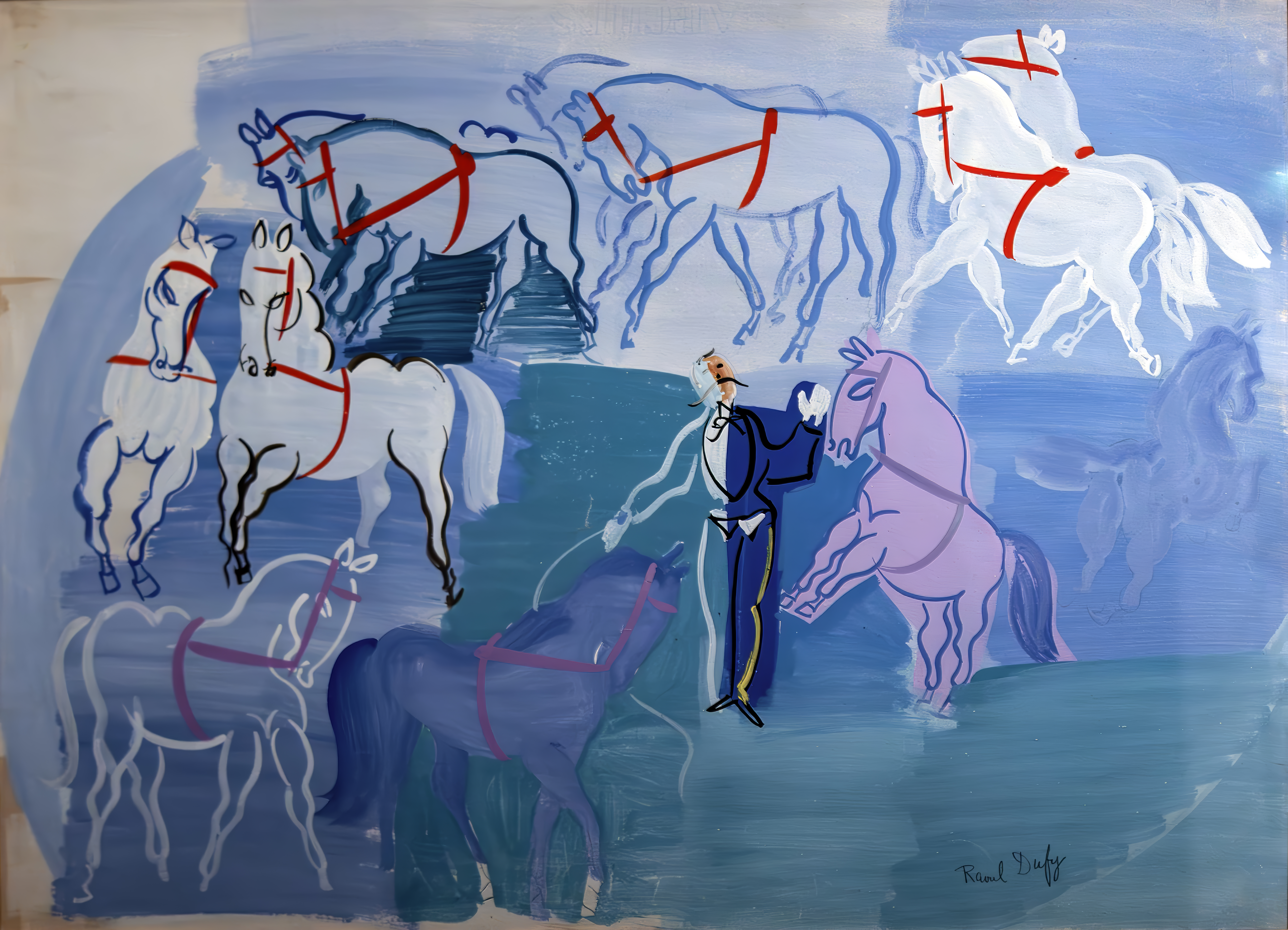
Chevaux de cirque , 1924, Fondation Bemberg Toulouse
Le Cours de la Seine, 1937, Musée des Beaux-Arts de Rouen, Rouen

## Expositions et rétrospectives
- Atelier à Vence avec nu ou nu de l’atelier, 1945, Musée des Beaux-Arts et d'Archéologie Joseph-Déchelette, Roanne
- Raoul Dufy, Kunsthaus Wien, 1996, Vienne[15]
- Raoul Dufy - Le Plaisir , musée d'Art moderne de la ville de Paris, 2008, Paris
- Raoul et Jean Dufy - Complicité et Rupture, musée Marmottan Monet, 2011, Paris
- Dufy - Le bonheur de vivre, Palais Lumière, 11 février 2017 - 5 juin 2017, Évian
- Raoul Dufy au Havre, musée d'art moderne André-Malraux, 18 mai 2019 - 3 novembre 2019, Le Havre
- Le Paris de Dufy, musée de Montmartre, 19 mai 2021 - 2 janvier 2022, Paris
- Raoul Dufy, l'ivresse de la couleur, Hôtel de Caumont - Centre d’art (organisée par le musée d'Art moderne de Paris et Culturespaces), 6 mai 2022 - 18 septembre 2022, Aix-en-Provence

## Marché de l'art
Les peintures de Dufy Raoul sont recherchées par les collectionneurs du monde entier. Par exemple, le 5 février 2007, l'huile sur toile La Foire aux oignons (88 cm × 115 cm) est vendue chez Sotheby's à Londres pour 4 052 000 £ (6 049 636 €), le 5 mai 2004, l'huile sur toile Fête à Sainte-Adresse de 1906 (63,5 cm × 79,4 cm) est vendue chez Sotheby's à New York pour 3 144 000 $ (2 618 323 €) ou encore le 20 avril 2009, l'huile sur toile Scène de pesage (140 cm × 161 cm) lors de la Collection Gérard Oury chez Artcurial à Paris pour la somme de 570 570 € avec les frais.